# U-79 (1941)
U-79 — средняя немецкая подводная лодка типа VIIC времён Второй мировой войны.

## История
Заказ на постройку субмарины был отдан 25 января 1939 года. Лодка была заложена 17 апреля 1940 года на верфи Бремен-Вулкан под строительным номером 7, спущена на воду 25 января 1941 года. Лодка вошла в строй 13 марта 1941 года под командованием капитан-лейтенанта Вольфганга Кауфманна.

### Флотилии
- 13 марта — 30 июня 1941 года — 1-я флотилия (учебная)
- 1 июля — 30 сентября 1941 года — 1-я флотилия
- 1 октября — 23 декабря 1941 года — 23-я флотилия

### История службы
Лодка совершила 6 боевых походов. Потопила 2 судна суммарным водоизмещением 2 983 брт, повредила одно судно водоизмещением 10 356 брт, один военный корабль водоизмещением 625 тонн был повреждён и не восстанавливался.
Потоплена 23 декабря 1941 года в Средиземноморье в районе с координатами 32°15′ с. ш. 25°19′ в. д. глубинными бомбами с британских эсминцев HMS Hasty и HMS Hotspur. 44 членов экипажа спаслись (погибших не было).

### Атаки на лодку
- 12 августа 1941 года у берега Португалии лодка перенесла сильнейшую атаку глубинными бомбами с эскортных кораблей конвоя и вынуждена была отказаться от атаки конвоя.

## Потопленные суда
| Дата           | Тип               | Принадлежность | Дата            | Тоннаж (БРТ) | Груз            | Судьба                              | Место                     |
| Havtor         | грузовое судно    | Норвегия       | 11 июня 1941    | 1 524        | в балласте      | потоплен                            | 63°35′ с. ш. 28°05′ з. д. |
| Tibia          | танкер            | Нидерланды     | 27 июня 1941    | 10 356       | в балласте      | поврежден                           | 59°55′ с. ш. 30°49′ з. д. |
| Kellwyn        | грузовое судно    | Великобритания | 27 июля 1941    | 1 459        | 1100 тонн кокса | потоплен                            | 43°00′ с. ш. 17°00′ з. д. |
| HMS Gnat (T60) | канонерская лодка | Великобритания | 21 октября 1941 | 625          |                 | торпедирована, не восстанавливалась | 32°08′ с. ш. 25°22′ в. д. |